# الجيومورفوسيت
الموقع الجغرافي ، أو موقع التراث الجيومورفولوجي ، هو شكل أرضي أو مجموعة من أشكال التضاريس التي لها قيمة علمية أو تعليمية أو تاريخية ثقافية أو جمالية أو اجتماعية اقتصادية.  
يتم تضمين الجيومورفوسيت ضمن مواقع التراث الجغرافي ‏ (المواقع الجغرافية) وقد تشتمل على تضاريس (أو مواقع لتضاريس سابقة) تم إخفاؤها أو تدميرها بسبب الأنشطة البشرية ،   بالإضافة إلى التضاريس البشرية المنشأ   من أهمية أثرية أو تاريخية. 
يمكن تقييم قيمة الجيومورفوسيت ، لأغراض التحليل والمقارنة والحماية ، نوعيًا باستخدام عدة طرق.  تعتمد بعض هذه الأساليب فقط على أحكام الخبراء وبعض معايير التقييم ، بينما يتضمن البعض الآخر تعيين درجة نوعية لكل خاصية ذات صلة بالموقع (على سبيل المثال أهميته العلمية والقيمة التعليمية وما إلى ذلك) ثم الترجيح والتجميع (أو الترتيب) الدرجات للحصول على القيمة الإجمالية للموقع (أو الترتيب).